# Hákon Arnar Haraldsson
Hákon Arnar Haraldsson (* 10. April 2003 in Akranes, Island) ist ein isländischer Fußballspieler, der bei OSC Lille in der Ligue 1 spielt. Seit Juni 2022 ist er isländischer Nationalspieler.

## Karriere

### Verein
Der in Norwegen geborene Hákon Arnar Haraldsson begann seine fußballerische Ausbildung beim ÍA Akranes in Island. In der Saison 2019 stand er dort bereits im Profikader, kam jedoch zu keinem Einsatz in der Pepsideild. Im Sommer 2019 wechselte er nach Dänemark zum FC Kopenhagen. 2019/20 spielte er dort bereits für die U19-Mannschaft. In der Saison 2020/21 war er Stammspieler bei den A-Junioren, stand aber auch schon im Kader der Profiliga in der Superligaen. Am 22. August 2021 (6. Spieltag) debütierte er im Profibereich, als er in der Superligaen spät gegen SønderjyskE Fodbold eingewechselt wurde. Ungefähr einen Monat später wurde er gegen den Lincoln Red Imps FC ebenfalls eingewechselt und debütierte somit in der Conference League auf internationaler Ebene. Wiederum einen Monat darauf schoss er bei seinem Startelfdebüt gegen den Vejle BK sein erstes Tor in der dänischen Erstklassigkeit. In der Saison 2021/22 spielte er zehn Ligaspiele, wobei er viermal traf. Er wurde mit Kopenhagen Meister und konnte auch mit den A-Junioren die Liga gewinnen. Durch den Sieg über Trabzonspor in der Champions-League-Qualifikation, debütierte Hákon am ersten Gruppenspieltag gegen Borussia Dortmund auch in der höchsten internationalen Spielklasse. Im letzten Gruppenspiel traf er bei einem 1:1-Unentschieden gegen selbigen Gegner das erste Mal in der Champions League. 2022/23 spielte er wettbewerbsübergreifend 43 Mal, wobei er fünf Tore erzielte und fünf Treffer auflegte. Dabei gewann er mit Kopenhagen das Double aus Meisterschaft und Pokal.
Im Sommer 2023 wechselte er schließlich nach Frankreich zum Erstligisten OSC Lille. Direkt am ersten Spieltag debütierte er in der Startelf stehend bei einem 1:1-Unentschieden gegen den OGC Nizza in der Ligue 1.

### Nationalmannschaft
Hákon Arnar Haraldsson spielte bislang für diverse Juniorennationalmannschaften Islands. Mit den U17-Junioren spielte er bei der U17-EM 2019 zweimal, schied mit dem Team jedoch nach der Gruppenphase aus. Nach weiteren Junioreneinsätzen bis hin zur U21-Mannschaft, debütierte er am 2. Juni 2022 bei einem 2:2-Unentschieden in der UEFA Nations League in der Startelf gegen Israel für die isländische A-Nationalmannschaft. In der Nations League 2022/23 kam er zu vier Einsätzen für die A-Nationalmannschaft.

## Erfolge
FC Kopenhagen U19
- Dänischer A-Juniorenmeister: 2022

FC Kopenhagen
- Dänischer Meister: 2022, 2023
- Dänischer Pokalsieger: 2023